# 클레어 블랙웰더
클레어 블랙웰더(영어: Claire Blackwelder, 1993년 8월 26일 아이다호주 보이시 ~ )는 미국의 영화 배우이다. 2015년에 방송된 니켈로디언의 텔레비전 드라마 《파워레인저 다이노차지》에서 켄달 모건, 퍼플 디노 차지 레인저 역할을 맡았다.